# إريك غرانت لي
إريك غرانت لي (بالنرويجية البوكمول: Erik Grant Lea)‏ هو مالك سفن ‏ نرويجي، ولد في 15 أكتوبر 1892، وتوفي في 28 أبريل 1979.